# 張敏 (成化丙戌進士)
張敏（1441年—？），字志學，江西臨江府清江縣人，明朝政治人物。進士出身。

## 生平
順天府鄉試第十名。成化二年（1466年）丙戌科會試第二百六十三名，殿試登進士第二甲第五十名。

## 家族
曾祖張繼榮。祖父張文質。父亲張以實。